# 경기도고양교육지원청
경기도고양교육지원청(京畿道高陽敎育支援廳, Goyang Office of Education)은 경기도 고양시를 관할하는 경기도교육청 산하의 교육지원청이다.
1963년 10월 5일 교육자치제의 부활로 설립되었으며, 1964년 1월 1일 개청하였다. 1991년 3월 26일 지방교육자치에관한법률 변경으로 고양교육청이 되었다. 2010년 9월 1일부로 지역교육청을 교육지원청으로 명칭을 변경하면서 현재의 이름이 되었다.
조직은 교육국, 행정국, 학교지원국의 3개 국과 초등교육지원과, 중등교육지원과, 평생교육건강과, 기획경영과, 재무관리과, 교육시설과, 교육시설관리센터, 감사과, 생활인성교육과, 학교행정지원과, 지역교육협력과의 11개 과로 나뉜다. 교육장은 장학관으로 보한다.

## 연혁
1964년 1월 4일 개청 초기 임시청사로 원당초등학교 교사동의 1개 동을 차용하여 임시로 집무를 수행하였고 초대 기관장은 안홍진이었다. 창설 당시에는 학무과와 관리과로 편제되었다. 1964년 4월 30일 교육청사를 서울시 종로구 현저동 7-1번지로 이전, 개청하였다. 1973년에는 신도면 소속 진관외리, 진관내리, 구파발리 등이 서울특별시 은평구로 편입되면서 신도면 진관내,외리, 구파발리 소속 학교들의 관리권한도 서울서부교육지원청으로 넘어갔다.
몇 번의 조직개편을 거쳐 2004년 3월 1일 2국 6과로 개편되었다. 1979년 청사부지를 마련, 1979년 9월 10일 경기도 고양군 원당면 성사리 산 38-4(현, 고양시 덕양구 성사동 산 38-4번지)로 청사를 신축 이전하였다. 1998년 12월 19일 고양시 마두동 818번지(현, 고양시 일산동구 마두1동 중앙로 630)으로 이전하였다.
일부 지역은 지리상 서울 은평구나 서대문구가 일산, 원당 등의 구 시내보다도 더 가까워 서울서부교육지원청과 공동학구에 해당된다.

## 산하기관

### 유치원
단설유치원
- 고양일산유치원
- 다솔유치원
- 성사유치원
- 소만유치원
- 풍동숲속유치원
- 흥도유치원

병설유치원

### 초등학교
덕양구
| - 가람초등학교 - 고양관산초등학교 - 고양동산초등학교 - 고양용현초등학교 - 고양초등학교 - 고양화수초등학교 - 고양화정초등학교 - 내유초등학교 - 능곡초등학교 | - 대곡초등학교 - 덕은초등학교 - 목암초등학교 - 무원초등학교 - 백양초등학교 - 삼송초등학교 - 서정초등학교 - 성라초등학교 - 성사초등학교 | - 성신초등학교 - 소만초등학교 - 신능초등학교 - 신원초등학교 - 아람초등학교 - 용두초등학교 - 용정초등학교 - 원당초등학교 - 지도초등학교 | - 지축초등학교 - 토당초등학교 - 행남초등학교 - 행신초등학교 - 행주초등학교 - 향동초등학교 - 향동숲내초등학교 - 화중초등학교 - 흥도초등학교 |

일산동구
| - 고봉초등학교 - 고양백석초등학교 - 금계초등학교 - 낙민초등학교 - 냉천초등학교 - 다솜초등학교 | - 모당초등학교 - 백마초등학교 - 백신초등학교 - 벽제초등학교 - 성석초등학교 - 안곡초등학교 | - 양일초등학교 - 원중초등학교 - 율동초등학교 - 일산은행초등학교 - 저동초등학교 - 정발초등학교 | - 중산초등학교 - 풍동초등학교 - 풍산초등학교 - 하늘초등학교 - 호수초등학교 |

일산서구
| - 가좌초등학교 - 강선초등학교 - 고양신일초등학교 - 고양한내초등학교 - 대화초등학교 - 덕이초등학교 | - 문촌초등학교 - 문화초등학교 - 백송초등학교 - 상탄초등학교 - 성저초등학교 - 송포초등학교 | - 신촌초등학교 - 오마초등학교 - 일산초등학교 - 장성초등학교 - 장촌초등학교 - 주엽초등학교 | - 한뫼초등학교 - 한산초등학교 - 한수초등학교 - 현산초등학교 - 호곡초등학교 - 황룡초등학교 |

### 중학교
덕양구
| - 가람중학교 - 고양제일중학교 - 고양중학교 - 능곡중학교 - 덕양중학교 | - 도래울중학교 - 목암중학교 - 무원중학교 - 백양중학교 - 서정중학교 | - 성사중학교 - 신능중학교 - 신원중학교 - 원당중학교 - 지도중학교 | - 행신중학교 - 화수중학교 - 화정중학교 |

일산동구
| - 백마중학교 - 백석중학교 - 백신중학교 | - 안곡중학교 - 일산양일중학교 - 저동중학교 | - 정발중학교 - 중산중학교 | - 풍동중학교 - 풍산중학교 |

일산서구
| - 고양송산중학교 - 대송중학교 - 대화중학교 - 덕이중학교 | - 발산중학교 - 신일중학교 - 오마중학교 | - 일산동중학교 - 일산중학교 - 장성중학교 | - 한수중학교 - 현산중학교 - 호곡중학교 |

## 역대 교육장
| 대수                                              | 교육장                      | 임기                               | 비고                                 |                             |                             |                             |
| 경기도고양군교육구청 교육감                       | 경기도고양군교육구청 교육감 | 경기도고양군교육구청 교육감        | 경기도고양군교육구청 교육감          | 경기도고양군교육구청 교육감 | 경기도고양군교육구청 교육감 | 경기도고양군교육구청 교육감 |
| ------------------------------------------------- | --------------------------- | ---------------------------------- | ------------------------------------ | --------------------------- | --------------------------- | --------------------------- |
|                                                   | 이만선(李萬善)              | 1957년 3월 19일 ~ 1957년 5월 15일  | 고양군교육구청 교육감                |                             |                             |                             |
|                                                   | 이만선(李萬善)              | 1957년 3월 19일 ~ 1957년 5월 15일  | 고양군교육구청 교육감                |                             |                             |                             |
|                                                   | 이만선(李萬善)              | 1957년 5월 16일 ~ 1960년 10월 3일  |                                      |                             |                             |                             |
|                                                   | 황승남(黃承南)              | 1960년 10월 4일 ~ 1961년 12월 31일 |                                      |                             |                             |                             |
|                                                   | 이기환                      | 1960년 11월 1일 ~ 1961년 4월 7일   |                                      |                             |                             |                             |
|                                                   | 이기한(李起漢)              | 1961년 4월 8일 ~ 1961년 12월 31일  | 고양군교육구청 폐지, 고양군청에 흡수 |                             |                             |                             |
| 경기도 고양군청 교육과장                          |                             |                                    |                                      |                             |                             |                             |
| 대수                                              | 교육장                      | 임기                               | 비고                                 |                             |                             |                             |
| 1대                                               | 이기한(李起漢)              | 1961년 1월 1일 ~ 1962년 3월 8일    |                                      |                             |                             |                             |
| 2대                                               | 한선영(韓善永)              | 1962년 3월 8일 ~ 1963년 12월 31일  |                                      |                             |                             |                             |
| 경기도고양군교육청 교육장&경기도고양교육청 교육장 |                             |                                    |                                      |                             |                             |                             |
| 대수                                              | 교육장                      | 임기                               | 비고                                 |                             |                             |                             |
| 직무대리                                          | 한선영                      | 1964년 1월 1일 ~ 1964년 3월 19일   | 고양군교육청 교육장 직무대리         |                             |                             |                             |
| 1대                                               | 안홍진(安弘鎭)              | 1964년 3월 20일 ~ 1968년 2월 15일  | 고양군교육청 교육장                  |                             |                             |                             |
| 2대                                               | 임창일                      | 1968년 2월 15일 ~ 1971년 8월 31일  |                                      |                             |                             |                             |
| 3대                                               | 민병길(閔丙吉)              | 1971년 9월 1일 ~ 1972년 5월 20일   |                                      |                             |                             |                             |
| 4대                                               | 배지순                      | 1972년 5월 11일 ~ 1973년 8월 31일  |                                      |                             |                             |                             |
| 5대                                               | 차기환(車基煥)              | 1973년 9월 1일 ~ 1975년 1월 29일   |                                      |                             |                             |                             |
| 6대                                               | 황영준                      | 1975년 3월 1일 ~ 1976년 8월 31일   |                                      |                             |                             |                             |
| 7대                                               | 권병구                      | 1976년 9월 1일 ~ 1982년 8월 31일   |                                      |                             |                             |                             |
| 8대                                               | 이종환                      | 1982년 9월 1일 ~ 1983년 8월 31일   |                                      |                             |                             |                             |
| 9대                                               | 최명식                      | 1983년 9월 1일 ~ 1985년 2월 28일   |                                      |                             |                             |                             |
| 10대                                              | 이헌상                      | 1985년 3월 1일 ~ 1990년 2월 28일   |                                      |                             |                             |                             |
| 11대                                              | 김동찬                      | 1990년 3월 1일 ~ 1991년 3월 26일   |                                      |                             |                             |                             |
| 12대                                              | 이석규                      | 1992년 9월 1일 ~ 1996년 2월 29일   |                                      |                             |                             |                             |
| 13대                                              | 홍을선                      | 1996년 3월 1일 ~ 1998년 2월 28일   |                                      |                             |                             |                             |
| 14대                                              | 강정식                      | 1998년 3월 1일 ~ 2000년 9월 17일   |                                      |                             |                             |                             |
| 15대                                              | 인광기                      | 2000년 9월 18일 ~ 2003년 2월 28일  |                                      |                             |                             |                             |
| 16대                                              | 김광자                      | 2003년 3월 1일 ~ 2006년 2월 28일   |                                      |                             |                             |                             |
| 고양교육지원청&경기도고양교육청 교육장            |                             |                                    |                                      |                             |                             |                             |
| 제17대                                            | 박경석                      | 2006년 3월 1일 ~ 2008년 3월 2일    | 고양교육청 교육장                    |                             |                             |                             |
| 제18대                                            | 민웅기                      | 2008년 3월 3일 ~ 2010년 2월 28일   |                                      |                             |                             |                             |
| 제19대                                            | 이관주                      | 2010년 3월 1일 ~ 2011년 2월 28일   | 경기도 고양교육지원청 교육장         |                             |                             |                             |
| 제20대                                            | 안선엽                      | 2011년 3월 1일 ~ 2013년 2월 28일   |                                      |                             |                             |                             |
| 제21대                                            | 김택윤                      | 2013년 3월 1일 ~ 2015년 2월 28일   |                                      |                             |                             |                             |
| 제22대                                            | 심학경                      | 2015년 3월 1일 ~ 2017년 2월 28일   |                                      |                             |                             |                             |
| 제23대                                            | 심광섭                      | 2017년 3월 1일 ~ 2019년 2월 28일   |                                      |                             |                             |                             |
| 제24대                                            | 최승천                      | 2019년 3월 1일 ~ 2021년 2월 28일   |                                      |                             |                             |                             |
| 제25대                                            | 서동연                      | 2021년 3월 1일 ~ 2023년 2월 28일   |                                      |                             |                             |                             |
| 제26대                                            | 고효순                      | 2023년 3월 1일 ~                   |                                      |                             |                             |                             |

## 같이 보기
- 대한민국 교육부
- 고양시청
- 일산 신도시
- 정발산역
- 정발산
- 경기도고양군교육청
- 고양 아람누리